# Expressionismus (Film)

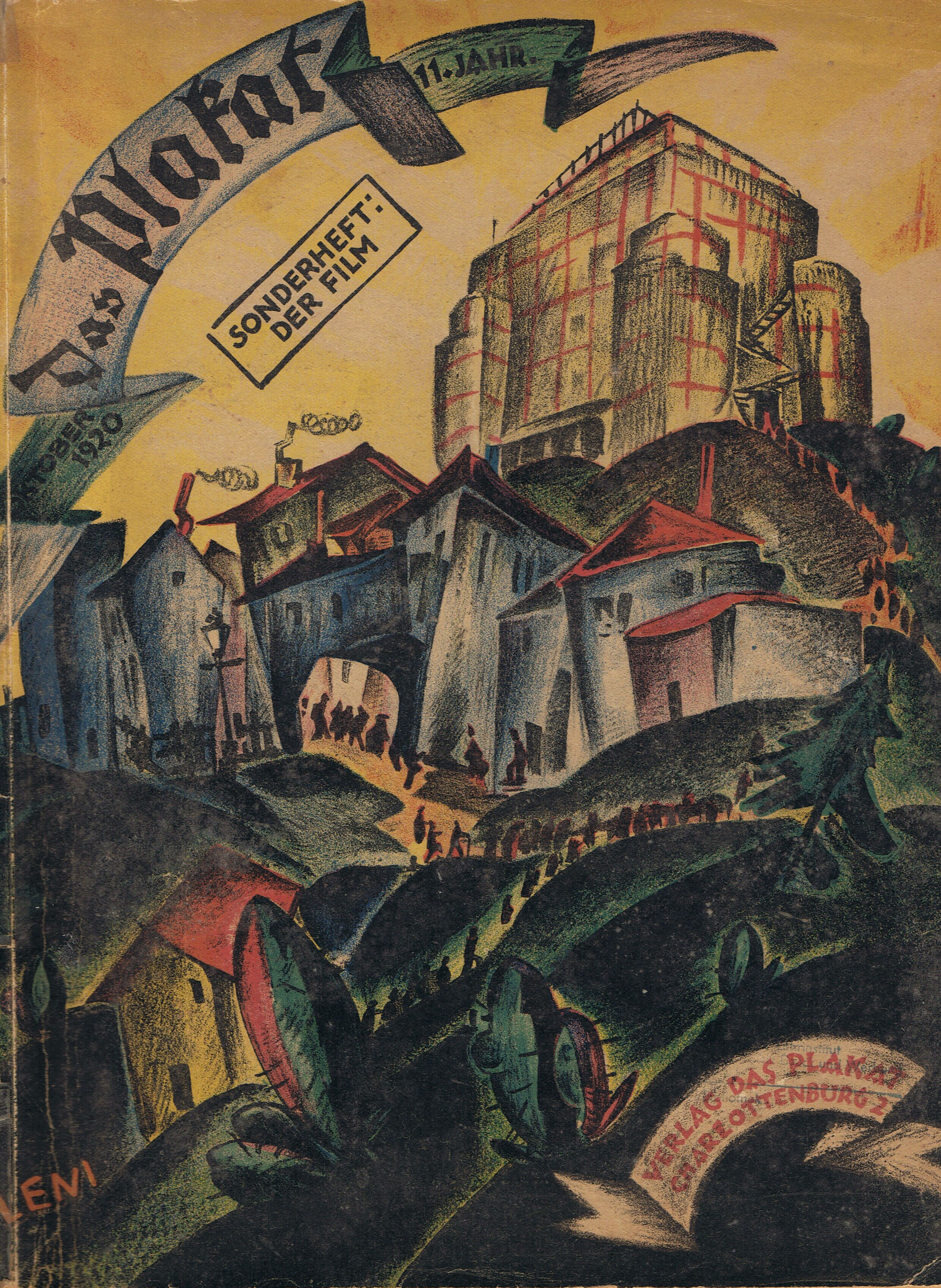
Titelseite des Sonderhefts „Film“ der Zeitschrift „Das Plakat“, Oktober 1920, entworfen von Paul Leni, einem wegweisenden Szenenbildner und Regisseur des expressionistischen Films

Der expressionistische Film entstand im Wesentlichen in Deutschland in der Ära des Stummfilms während der ersten Hälfte der 1920er-Jahre und dort insbesondere in der „Filmhauptstadt“ Berlin. Oft wird daher auch vom Deutschen Expressionismus gesprochen. Doch bereits in den Jahren zuvor tauchten erste expressionistische Elemente in österreichischen Filmproduktionen auf – den sogenannten „vorexpressionistischen“ Filmen, die sich aus den vielseits beliebten Literaturverfilmungen entwickelten.

## Stilmittel
Charakteristisch für den expressionistischen Film sind die stark von der expressionistischen Malerei beeinflussten grotesk verzerrten Kulissen sowie eine kontrastreiche Beleuchtung, die durch gemalte Schatten zusätzlich unterstützt wird. Durch eine surrealistische und symbolistische Mise-en-scène wurden starke Stimmungen und tiefere Bedeutungsebenen erzeugt.
Daneben ist es aber vor allem die betont übertrieben gestische Spielweise der Darsteller, die das Expressionistische dieser Filmströmung kennzeichnet. Die gestische Spielweise ist dem künstlerischen Vorläufer, dem Bühnenexpressionismus, entlehnt.

## Geschichte und Entwicklung
Nach dem Ersten Weltkrieg erlebte die deutschsprachige Filmindustrie einen starken Aufschwung, ohne jedoch über ausreichende finanzielle Mittel zu verfügen, die mit den Budgets Hollywoods vergleichbar gewesen wären. So verwundert es nicht, dass der deutschsprachige Film schon aus rein ökonomischen Gründen gezwungen war, den Mangel an Technik und Ausstattung mit anderen Mitteln zu kompensieren. Da in Deutschland und Österreich zeitgleich in allen Kunststilen ein großer Experimentierwille herrschte, führte dies auch im Film zu radikalen Neuschöpfungen, die stark von expressionistischen Kunstformen beeinflusst waren.
Erste „vorexpressionistische“ Produktionen waren unter anderem die Fritz-Freisler-Inszenierungen Das Nachtlager von Mischli-Mischloch (1918), Der Mandarin (1918) und Das andere Ich (1918). Zu den Hauptdarstellern dieser Produktionen zählten Harry Walden, Karl Götz und Fritz Kortner. Letzterer galt in den 1920er Jahren als bester expressionistisch darstellender Schauspieler.
Als vermutlich erster Film, der expressionistische Stilmittel einsetzte, kann Jakob und Luise Flecks Die Schlange der Leidenschaft aus dem Jahre 1918 genannt werden. Die dramaturgische Konstruktion des Fieber-Alptraumes, durch den die Hauptperson geläutert wird, spricht für diese Annahme.
Während der Stummfilmzeit waren die UFA-Studios in Potsdam-Babelsberg in Berlin die größte Filmproduktionsstätte im deutschsprachigen Raum, weshalb zahlreiche ausländische Regisseure, Drehbuchautoren und Schauspieler zeitweise oder dauerhaft in Berlin ansässig waren und den deutschen Film nachhaltig beeinflussten. Bekannte Beispiele sind die Regisseure Fritz Lang oder Robert Wiene, aber auch die Drehbuchautoren Hans Janowitz und Carl Mayer, die das Drehbuch zur ersten berühmten expressionistischen Produktion Das Cabinet des Dr. Caligari aus dem Jahr 1919 schrieben.
Die Blütezeit des expressionistischen Films waren die Jahre 1920 bis 1925, in denen die bedeutendsten expressionistischen Filme erschienen. Zu diesen zählen Paul Wegeners Der Golem, wie er in die Welt kam (1920), Fritz Langs Dr. Mabuse, der Spieler (1922) sowie Friedrich Wilhelm Murnaus Nosferatu – Eine Symphonie des Grauens (1922) und Metropolis (1927) von Fritz Lang. Bedeutende expressionistische Werke kamen auch aus Österreich, wo das Stummfilmerbe erst spät als bedeutend erkannt, gesichert und mit dessen Erforschung begonnen wurde, weshalb viele Bereiche erst unzureichend in der Filmliteratur wiedergegeben werden konnten. Gesicherte Belege für die Integration expressionistischer Stilelemente in österreichischen Filmen sind Robert Wienes Orlac’s Hände (1924) und – in parodistischer Form – Hans Karl Breslauers Die Stadt ohne Juden (1924).

## Bedeutende Filme
- Der Student von Prag (1913, Regie: Stellan Rye)
- Die Schlange der Leidenschaft (1918, Regie: Jakob und Luise Fleck)
- Opium (1919, Regie: Robert Reinert)
- Nerven (1919, Regie: Robert Reinert)
- Das Cabinet des Dr. Caligari (1920, Regie: Robert Wiene)
- Von morgens bis mitternachts (1920, Regie: Karlheinz Martin)
- Genuine (1920, Regie: Robert Wiene)
- Algol (1920, Regie: Hans Werckmeister)
- Der Golem, wie er in die Welt kam (1920, Regie: Paul Wegener)
- Der müde Tod (1921, Regie: Fritz Lang)
- Die Bergkatze (1921, Regie: Ernst Lubitsch – Expressionismusparodie)
- Verlogene Moral (1921, Regie: Hanns Kobe)
- Dr. Mabuse, der Spieler (1922, Regie: Fritz Lang)
- Nosferatu, eine Symphonie des Grauens (1922, Regie: Friedrich Wilhelm Murnau)
- Vanina (1922, Regie: Arthur von Gerlach)
- Phantom (1922, Regie: Friedrich Wilhelm Murnau)
- Schatten (1923, Regie: Arthur Robison)
- Raskolnikow (1923, Regie: Robert Wiene)
- Die Straße (1923, Regie: Karl Grune)
- Aelita (1924, Regie: Jakow Protasanow)
- Orlac’s Hände (1924, Regie: Robert Wiene)
- Die Stadt ohne Juden (1924, Regie: Hans Karl Breslauer)
- Das Wachsfigurenkabinett (1924, Regie: Paul Leni)
- Der letzte Mann (1924, Regie: Friedrich Wilhelm Murnau)
- Zur Chronik von Grieshuus (1925, Regie: Arthur von Gerlach)
- Faust – eine deutsche Volkssage (1926, Regie: Friedrich Wilhelm Murnau)
- Der Mantel (1926, Regie: Grigori Kosinzew und Leonid Trauberg)
- Metropolis (1927, Regie: Fritz Lang)
- M (1931, Regie: Fritz Lang)

## Nachleben
Die kurze Epoche des expressionistischen Films war bereits Mitte der 1920er Jahre wieder vorüber. Als mit der sogenannten Machtergreifung der Nationalsozialisten 1933 viele der früheren Filmschaffenden und Schauspieler Deutschland in Richtung Hollywood verließen oder verlassen mussten, waren vor allem dort Nachwirkungen ihres früheren Schaffens zu spüren. Besonders zwei Genres des Films wurden davon beeinflusst und können als „Erben“ des Filmexpressionismus gelten: Der Horrorfilm und der Film noir.
Heute scheint das Werk von David Lynch vom expressionistischen (Fritz Lang: M) als auch vom surrealistischen Film (Luis Buñuel, Salvador Dalí: Ein andalusischer Hund) inspiriert zu sein. Werner Herzog drehte 1979 als Hommage ein Nosferatu-Remake mit Klaus Kinski in der Hauptrolle. Ebenfalls ein Remake mit Ton eines berühmten expressionistischen Stummfilms drehte der amerikanische Regisseur David Lee Fisher 2006 mit dem wie das Original ebenfalls schwarzweiß gedrehten The Cabinet of Dr. Caligari, wobei heutige Schauspieler mittels Bluescreen vor den Kulissen des Originalfilms agieren.
Tim Burton baut ebenfalls oftmals skurril anmutende Kulissen in seine Filme ein. Sehr beeinflusst von den expressionistischen Vorbildern sind zum Beispiel die Kulissen in der Geisterwelt bei Beetlejuice, oder „Halloweentown“ in Nightmare Before Christmas und die Kulissen im Film Corpse Bride – Hochzeit mit einer Leiche. Lemony Snicket – Rätselhafte Ereignisse, die Verfilmung von Lemony Snickets Eine Reihe betrüblicher Ereignisse, orientiert sich stark an den Filmen Burtons und ist daher ebenfalls stark am expressionistischen Stil angelehnt.

## Spätere Filme mit expressionistischem Einfluss
- Wozzeck (1947, Regie: Georg C. Klaren und Paul Wegener als künstlerischer Berater)
- Der dritte Mann (1949, Regie: Carol Reed)
- Die Nacht des Jägers (1955, Regie: Charles Laughton)
- Freud (1962, Regie: John Huston)
- Forbidden Zone (1980, Regie: Richard Elfman)
- Brazil[4] (1985, Regie: Terry Gilliam)
- Nightmare Before Christmas (1993, Regie: Henry Selick)
- Die Stadt der verlorenen Kinder (1995, Regie: Marc Caro und Jean-Pierre Jeunet)
- Corpse Bride – Hochzeit mit einer Leiche (2005, Regie: Tim Burton und Mike Johnson)
- Lemony Snicket – Rätselhafte Ereignisse (2005, Regie: Brad Silberling)
- Der Leuchtturm (2019, Regie: Robert Eggers)